# Lakamané
Lakamané est une localité et une commune malienne, située dans le pays de la Kaarta, chef-lieu d'arrondissement de Lakamané dans le cercle de Sandaré et la région de Nioro du Sahel. La commune compte 14 localités est six villages, est sa superficie d'environ 1000 km; En 2023, la loi 2023-007.

## Histoire
En mars 2023, la commune est distraite de cercle de Diéma pour être versée dans le cercle de Sandaré.

## Villages
La commune s'étend sur 14 localités relevées lors du recensement général de 2009.
Les villages les plus peuplés sont :
- Lakamané (2 398 habitants) ;
- Kaniara (2 304 habitants) ;
- Boukoutinnti  (1 258 habitants).

En 2023, la loi 2023-007 attribue à la commune six villages, fractions ou quartiers. Lakamané Kaniara Boukoutinnti Diassigoubougou Kola Kobokoto Balandougou Sofan Dialakorodji  Koumbougo Faran Foutougou Madina Kamané